# Phaedra
Phaedra es el quinto álbum de estudio de la banda alemana de música electrónica Tangerine Dream. Publicado en 1974 por Virgin Records es el primer álbum del grupo en este sello discográfico e inaugura una de las etapas más extensas de su trayectoria denominada «Virgin Years» (1973-1983). Su título proviene de Fedra personaje de la mitología griega.
John Bush de AllMusic lo considera "uno de los trabajos más importantes, artísticos y emocionantes de la historia de la música electrónica, un resumen brillante y convincente de la primera etapa de vanguardia de Tangerine Dream".

## Producción
Usualmente considerado uno de los trabajos más importantes del grupo, encuadrable en el movimiento krautrock y la llamada Escuela de Berlín de música electrónica (una derivación de la escena progresiva alemana), en este álbum se establece el sonido en el que basarían gran parte del resto de su carrera. Es el primer disco comercial en el que se utilizaron los secuenciadores como instrumentos musicales algo que se convertiría en posterior seña de identidad de Tangerine Dream. La alineación de esta etapa estaba integrada por Edgar Froese, Christopher Franke y Peter Baumann.

"Sentimos que (Phaedra) era como una progresión de Zeit y Atem. Esos álbumes fueron publicados en Alemania y no creo que Virgin tuviera los derechos. Ciertamente Phaedra fue un gran paso adelante. Los tiempos habían cambiado, el equipo y la instrumentación había cambiado y Richard Branson vino a Alemania y dijo "¡Hola, quiero contrataros!". Fuimos el segundo artista que Virgin lanzó después de Mike Oldfield.
Peter Baumann (revista Uncut, 2019) 

Su grabación tuvo lugar, durante exigentes sesiones de grabación, en The Manor Studios, al norte de Oxford (Inglaterra), en diciembre de 1973.

"Trabajábamos todos los días desde las 11 de la mañana hasta las 2 de la madrugada. Para el undécimo día apenas teníamos 6 minutos y medio de grabación. Técnicamente todo lo que podía salir mal, salió mal. La máquina de cintas magnéticas se rompió. Hubo repetidos fallos en la consola de mezclas. Los altavoces se dañaron debido a las inusualmente bajas frecuencias de las notas graves. Después de 12 días en estas condiciones estábamos completamente destrozados. Afortunadamente, tras dos días de descanso en el campo, retomamos el trabajo con grandes avances."
Edgar Froese (1994) 

Phaedra es un álbum marcadamente atmosférico, que ha recibido muy buenas críticas, y es uno de los más importantes en el desarrollo de la música electrónica en general. Formado por cuatro canciones totalmente instrumentales la primera pista, de casi 17 minutos, ocupaba toda la cara A en la edición original en LP y surgió de la experimentación de la banda con sus sintetizadores VCS3. Tanto «Phaedra» como «Movements of a Visionary» se basan en el uso del secuenciador analógico Moog de Christopher Franke como sustituto del bajo eléctrico. «Mysterious Semblance at the Strand of Nightmares» (canción que fue publicada como sencillo) se basa en un solo de mellotrón de Edgar Froese con efectos de filtrado y «Sequent C'» es una pieza de flauta de dos minutos de duración interpretada por Peter Baumann, con efectos de cinta.

"Hay gente que opina que Phaedra fue el último álbum decente que grabamos. Pero, afortunadamente, hay otros que opinan que Tangram (1980) fue nuestra primera grabación."
Edgar Froese (thisBEAT, número 17, abril de 1986) 

De forma inesperada el álbum tuvo más éxito comercial en Reino Unido y en Estados Unidos que en Alemania cuando fue publicado. En Estados Unidos logró entrar durante dos semanas en el puesto 196 en las listas y en el caso británico alcanzó el puesto 15 permaneciendo durante 15 semanas, a pesar de que no obtuvo promoción en las emisoras de radio. Se calcula que vendieron aproximadamente 100.000 copias durante su publicación y con posterioridad ha sido reeditado en numerosos formatos incluyendo el casete y el disco compacto.

"Tras el éxito de Phaedra y los conciertos en vivo sentimos un poco de presión por el camino que debíamos seguir. No queríamos ser demasiado comerciales por lo que fuimos más reflexivos sobre las cosas que estábamos haciendo. También nos dimos cuenta de que teníamos que tratar de que nuestros álbumes fueran más parecidos a lo que hacíamos en el estudio y no tratar de hacer un disco Top 10."
Peter Baumann (revista Uncut, 2019) 

## Lista de temas
| N.º   | Título                                             | Escritor(es)                                  | Duración |  |
| 1.    | «Phaedra»                                          | Christopher Franke Edgar Froese Peter Baumann | 16:45    |  |
| 2.    | «Mysteriour Semblance At The Strand Of Nightmares» | Edgar Froese                                  | 10:35    |  |
| 3.    | «Movements Of A Visionary»                         | Christopher Franke Edgar Froese Peter Baumann | 7:55     |  |
| 4.    | «Sequent C'»                                       | Peter Baumann                                 | 2:17     |  |
| 37:32 |                                                    |                                               |          |  |

## Personal
- Edgar Froese - órgano, mellotrón, sintetizadores (incluyendo VCS3), bajo eléctrico, guitarra, producción y diseño de portada
- Christopher Franke - sintetizadores (incluyendo Moog y VCS3) y teclados
- Peter Baumann - órgano, sintetizadores (incluyendo VCS3), flauta, teclados y piano
- Phil Becque - ingeniero de grabación